# Динод
Динод (англ. Dynode) — электрод в фотоэлектронном умножителе и некоторых других электровакуумных приборах, служащий для усиления электронного потока за счёт вторичной эмиссии электронов.

## Принцип работы
Фотоэлектрон, эмитированный при освещении катода, ускоряется и попадает на первый динод, потенциал которого на 90—100 В больше, чем на катоде. Каждый попавший на динод фотоэлектрон вызывает эмиссию нескольких электронов, попадающих на второй динод, потенциал которого на 90—100 В больше, чем у предыдущего. Для таких материалов, как BeO и MgO, на каждом диноде возможно увеличение количества электронов в 10 раз. Таким образом, пройдя серию динодов, сигнал (первоначально 1 электрон на каждый фотон падающего света) многократно усиливается.